# Ephydra hians
Ephydra hians è una specie di mosca appartenente alla famiglia Ephydridae, descritta per la prima volta nel 1830 dall'entomologo statunitense Thomas Say.

## Descrizione
Gli esemplari adulti raggiungono una lunghezza compresa tra i 4 e i 7 millimetri, il corpo dell'insetto è di colore marrone scuro mentre le ali hanno una colorazione tra il marrone e il grigio.

## Habitat e distribuzione
Diffusa in vaste aree dell'America Settentrionale, la presenza di questa specie è stata rilevata in Canada (Columbia Britannica, Manitoba), Stati Uniti centro-occidentali (California, Colorado, Minnesota, Nebraska, Nevada, Nuovo Messico, Dakota del Nord, Oregon, Utah, Washington, Wyoming) e Messico (Distrito Federal, Guanajuato, Messico).
L'habitat principale di questa specie sono le aree lacustri, in particolare i bacini caratterizzati da acque con alti livelli di salinità e alcalinità come ad esempio il Gran Lago Salato (Utah), il Lago Albert (Oregon) o il Lago Mono (California).

## Biologia
La caratteristica peculiare dell'Ephydra hians è quella di nutrirsi e deporre le uova sotto la superficie dell'acqua. L'insetto è dotato di una particolare struttura corporea che gli permette di immergersi in acqua senza bagnarsi: il corpo è ricoperto da una cuticola ricca di microscopiche setole (setae) in grado di intrappolare un sottile strato d'aria. Quando la mosca si immerge viene avvolta da una piccola bolla d'aria che evita il contatto con l'acqua e con tutte le sostanze e i minerali disciolti in essa, tale bolla ha anche la funzione di riserva d'ossigeno e permette all'insetto di prolungare la sua permanenza subacquea sino a 15 minuti e fino a circa 8 metri di profondità. Questa singolare caratteristica era stata notata anche da Mark Twain durante la sua visita al Lago Mono in California e descritta in un passaggio della sua opera Roughing it.
La Ephydra hians passa tre dei suoi quattro stadi vitali interamente sott'acqua. L'insetto depone le sue uova sotto la superficie delle acque, le larve si sviluppano e passano allo stato di pupa sempre in acqua, poi quando l'insetto raggiunge la maturità galleggia sino alla superficie per emergere dalle acque e cominciare il suo ciclo di vita adulto.
Le pupe di Ephydra hians tradizionalmente compongono una parte della dieta dei Kutzadika’a, gruppo appartenente al popolo Paiute della California: essi setacciano le acque costiere del Lago Mono per estrarne le pupe che, una volta essiccate, vengono cucinate e consumate come pietanza ricca di grassi e proteine.